# Torrent de la Roca (Vallès Occidental)
El torrent de la Roca és un curs d'aigua del Vallès Occidental que neix al turó d'Escorpins, al massís de Sant Llorenç del Munt. Després de 2.7 km de recorregut desemboca a la riera de Gaià al barri de Can Gonteres de Terrassa.